# Hook (música)
Un hook (en español, gancho) es un motivo musical, a menudo un riff, un pasaje o una frase, utilizado por la música popular para llamar la atención del oyente. El término se emplea generalmente en la música popular, especialmente en el rock, el R&B contemporáneo, el hip hop, el soul, el pop y el dance. En estos géneros, el hook se encuentra a menudo en, o consiste en, el estribillo. Generalmente, es melódico o rítmico y es el principal motivo de una canción o de una pieza musical, como, por ejemplo, la melodía con la letra «And I will always love you» en la canción «I Will Always Love You» de Whitney Houston sobre la progresión I-vi-IV-V.

## Definiciones
Una definición para hook es «una frase musical o lírica que se destaca y es fácil de recordar».
La definición normalmente suele incluir algunos de las siguientes características: que llame la atención, que sea repetitivo, memorable, fácil de bailar, y que su letra tenga potencial comercial. También se ha definido como «parte de una canción, a veces, el título o la línea lírica fundamental, que se repite continuamente».
También, el término ha sido definido como:

... el fundamento de la composición comercial de canciones, particularmente la escritura de sencillos exitosos, la cual varía en la longitud de la repetición de una nota o una serie de notas ... [hasta] una frase lírica, líneas continuas, o un verso entero. El hook es «lo que estás vendiendo». Aunque puede ser algo tan insípido como unos «sonidos» (tales como «da doo ron ron»)
El hook «ideal» debe contener uno o más de los siguientes elementos: (a) un ritmo bailable; (b) una melodía que se queda en la mente de las personas, (c) una letra que que conduce a la acción dramáticamente, y define a una persona o lugar...

Mientras que algunos hooks melódicos incluyen uno o más saltos de octavas para hacer la línea más interesante, puede ser igualmente pegadizo mediante el empleo de la síncopa rítmica u otras estrategias. También puede atraer la atención de los oyentes con otros factores, como el timbre vocal o instrumental, por ejemplo los Beach Boys utilizan un theremín (instrumento poco común) en la canción «Good Vibrations». Otros alcanzan popularidad sin necesidad de utilizar ningún elemento fuera de lo normal. Por ejemplo, en la canción «Be My Baby», interpretada por The Ronettes, el hook se compone de las palabras «be my baby» por encima de la progresión I-vi-IV-V de los acordes del coro. Los hooks en el hip hop casi siempre se refieren al coro entre los versos.

## Su uso en la investigación de mercado
Los hooks en las canciones pueden ser utilizados en la investigación de mercado como ayuda para medir la popularidad de las mismas, basándose en la capacidad de los oyentes para reconocer los hooks. A menudo, las emisoras de radio realizan encuestas al respecto (conocidas como call-outs), ya sea en Internet, teléfono, o en una prueba  musical (en línea o en un ambiente privado). Las estaciones pueden preparar ellos mismos sus materiales o contratar los servicios profesionales de un tercero para dichas encuestas. Los hooks utilizados normalmente tienen entre siete y diez segundos de duración. Algunos grupos lanzan estos hooks de prueba a través de un sencillo.